# Теплота взрыва
Теплота́ взры́ва (удельная энергия) или теплота взрывчатого превращения — количество тепла, выделяемое при взрывчатом превращении 1 моля или 1 кг взрывчатого вещества, является одной из существенных характеристик взрывчатого вещества; это один из тепловых эффектов в теории взрывчатых веществ наряду с теплотой образования и теплотой сгорания взрывчатых веществ. Количество тепла, выделяющееся при взрыве единицы массы (кг, г), называют удельной теплотой взрыва, при взрыве 1 моля вещества — молярной теплотой взрыва.
Также теплотой взрыва называют общий тепловой эффект химических реакций во фронте детонационной волны и реакций, длящихся при адиабатическом расширении продуктов взрыва по завершении реакций.
Единицы измерения: ккал/кг, кДж/кг, ккал/моль, Дж/моль, Дж/кг.
В формулах, как правило, обозначается Qв или Qвзр.
Теплота взрыва используется для определения способностей того или иного взрывчатого вещества.

## Расчет и определение теплоты взрыва
Теплоту взрыва определяют:
- экспериментально в калориметрических установках;
- расчётными способами (теоретически)[3][8][9].

Показатели теплоты взрыва, определяемые опытным путём, в настоящее время достигают точности 0,1 %. В качестве типовых условий используют температуры 0 °C и 18 °C, давление 105 Па.
Теоретический расчёт теплоты взрыва возможен в случае наличия точной информации о составе продуктов взрыва, который, в свою очередь, определяется как характеристиками заряда, так и свойствами взрывчатого вещества, а также условиями взрывания. Расчётный способ применяется в тех случаях, когда невозможно провести эксперимент или нужны теоретические данные ещё не синтезированного взрывчатого вещества или взрывчатой системы.
Встречающиеся численные значения теплот взрыва различных веществ принимаются как неизменные для каждого из них, в то же время на эти показатели влияет и характеристика заряда, и условия охлаждения, что приводит к изменению теплового эффекта реакции. Таким образом, теплота взрыва — не постоянная величина, она колеблется в определённых пределах, например, у широко применяемых взрывчатых веществ — от 1000 до 1500 ккал/кг.

### Виды теоретических расчётов теплоты взрыва
Уравнение Малляра — Ле Шателье и Бринкли — Вильсона
Теоретический расчёт теплоты взрыва проводится по общим правилам уравнений распада взрывчатых веществ Малляра — Ле Шателье или Бринкли — Вильсона, особенно для взрывчатых веществ с небольшим отрицательным, нулевым или положительным кислородным балансом. Для веществ с отрицательным кислородным балансом применение уравнений Малляра — Ле Шателье недопустимо, так как результат не соответствует показателям, полученным опытным путём, поэтому применяется уравнение Бринкли — Вильсона, где результат больше соответствует экспериментальным теплотам, но даже в этом случае у тротила результаты завышены.
Закон Гесса
Обычно для расчёта теплоты взрыва используют закон Гесса, как основанный на первом начале термодинамики, согласно которому общий тепловой эффект определяется начальным и конечным состоянием системы, то есть в отношении теории взрыва теплота взрыва должна составлять разницу между теплотой образования продуктов взрыва и теплотой образования взрывчатого вещества:
- Qвзр = Σqпв – qвв,

где Qвзр — теплота взрыва, Σqпв — теплота образования продуктов взрыва, qвв — теплота образования взрывчатых веществ.
- Qвзр = Q2 – Q1,

где Qвзр — теплота взрыва, Q2 — теплота образования продуктов взрыва; Q1 — теплота образования взрывчатого вещества или его составных частей.

## Общая информация
Показатель теплоты взрыва в определённых пределах зависит от толщины и материала оболочки, куда помещен заряд, а с увеличением плотности заряда значения теплоты взрыва повышается по линейному закону.
Теплота взрыва разделяется на:
- теплота детонации (или малая теплота взрыва) — минимальный средний показатель теплоты, определяющий детонационный режим, выделяясь в детонационной волне и передаваясь ей полностью; её экспериментальное определение до настоящего времени затруднено. Может изменяться от давления в детонационной волне[10][13].
- фугасная теплота — теплота взрыва в массивной оболочке. Промежуточная между теплотой детонации и максимальной теплотой. Зависит от плотности заряда и толщины оболочки; изменения зависят от давления внешней среды и газодинамических условий процесса расширения продуктов взрыва[10][13].
- максимальная теплота — является константой взрывчатых веществ ввиду того, что определяется исключительно составом взрывчатого вещества, вне зависимости от начального и конечного размеров состояния продуктов взрыва. Позволяет увидеть предельные возможности взрывчатого вещества, в случае, если необходим результат полного превращения химической энергии в тепловую[10][13].

Для установления фугасной теплоты взрывчатого вещества на практике используются следующие приёмы:
- метод свинцовой бомбы;
- метод эквивалентных зарядов;
- метод баллистического маятника;
- метод баллистической мортиры;
- определение фугасной теплоты по объёму воронки выброса;
- измерение параметров воздушных ударных волн[6].

### Примеры влияния на показатели теплоты взрыва
В случаях детонации плотных зарядов взрывчатых веществ с отрицательным кислородным балансом, которые помещены в массивную оболочку, наблюдается дополнительное выделение тепла без увеличения скорости детонации. Так, при взрыве тротила, спрессованного в латунную оболочку толщиной 4 мм, выделяется на 25 % больше энергии (1080 кал/г), чем при взрыве аналогичного по весу и плотности заряда тротила в слабой стеклянной оболочке толщиной 2 мм (840 кал/г). Такой же эффект наблюдается у пикриновой кислоты, тетрина, гексогена. При этом увеличение теплоты взрыва за счет уплотнения и оболочки отслеживается только у взрывчатых веществ с отрицательным кислородным балансом, у других смесевых взрывчатых веществ с небольшим, нулевым или положительным кислородным балансом (ТЭН, нитроглицерин) данный эффект не прослеживается.
Дополнительное выделение теплоты взрыва может зависеть от медленного протекания химических реакций генераторного газа, не усиливающих детонационную волну.
Росту показателя теплоты взрыва способствует приращивание, измеренного для свободных и утяжеленных зарядов импульса детонационной волны.